# ليليان كاسيت رينجيروك
ليليان كاسايت رينجيروك (3 مايو 1997، منطقة كيو) هي عداءة مسافات طويلة كينية. فازت بالميدالية البرونزية في سباق الكبار للسيدات في بطولة العالم للعدو الريفي 2017، وهي بطلة العالم لسابق مسافة 3000 متر تحت 18 عامًا والحاصلة على الميدالية الفضية في بطولة العالم تحت 20 عامًا. في سبتمبر 2022، تم حظرت لمدة 10 أشهر بدءًا من أبريل من ذلك العام بسبب استخدام عقار العلاج الهرموني.

## حياة مهنية
حققت رينجيروك نجاحاتها الأولى في عام 2013، عندما فازت في سباق تجارب الشباب الكيني قبل أن تهزم الإثيوبي بيرهان ديميسا لتفوز بلقب سباق 3000 متر في بطولة العالم للشباب 2013. في العام التالي احتلت المركز الخامس في سباق الناشئين في بطولة إفريقيا للعدو الريفي، وفي بطولة العالم للناشئين لألعاب القوى 2014، تفوقت عليها اللاعبة الأمريكية ماري كاين، لتفوز رينجيروك بالميدالية الفضية.
في عام 2019، شاركت في سباق السيدات الأول في بطولة العالم للعدو الريفي 2019 التي أقيمت في آرهوس، الدنمارك. واحتلت المركز الثاني عشر.

### حظر المنشطات
في سبتمبر 2022، أعلن عن منع رينجيروك من ممارسة ألعاب القوى لمدة 10 أشهر بدءًا من أبريل 2022 بسبب استخدام عقار العلاج الهرموني ليتروزول.

## إنجازات شخصية
- 3000 متر – 8:28.96 (2021)
- 5000 متر – 14:23.05 (2023)[5]

## انتصارات وألقاب الوطنية
- الدوري الماسي
  - 2018: ألعاب لندن السنوية (3000 م)
- بطولة كينيا لألعاب القوى
  - 5000 متر: 2017